# Liège-Bastogne-Liège 1975
La 61e édition de Liège-Bastogne-Liège a eu lieu le 20 avril 1975 et a été remportée par le Belge Eddy Merckx. C'est la cinquième victoire d'Eddy Merckx dans cette course cycliste.

## Parcours
Cette édition 1975 voit l'introduction d'une nouvelle côte en fin de parcours : la côte de la Redoute (1 700 m, pente moyenne de 9 % avec un passage à 22 %), située à Remouchamps, dans la vallée de l'Amblève.

## Déroulement de la course
Un groupe de onze coureurs se dirige vers Liège. Dans ce groupe, figurent plusieurs favoris de l'épreuve comme le champion du monde Eddy Merckx, déjà quatre fois vainqueur de la Doyenne, Bernard Thévenet, Roger De Vlaeminck, Frans Verbeeck et Walter Godefroot. Merckx tente par trois fois de sortir du groupe mais en vain. Sur le boulevard de la Sauvenière, c'est  au tour de Thévenet d'attaquer. Il est rattrapé par Eddy Merckx qui le devance de plusieurs longueurs sur la ligne d'arrivée.
Avec cinq bouquets, Eddy Merckx devient le recordman de victoires de la course. Il est à noter que cette victoire de 1975 est la seule remportée par Merckx sur le boulevard de la Sauvenière.
Sur les 145 cyclistes qui ont pris le départ, 42 terminent la course, soit moins d'un tiers des partants.

## Classement
| n° | Coureur                  | Équipe   | Temps           |
| -- | ------------------------ | -------- | --------------- |
| 1  | Eddy Merckx              | Molteni  | 6 h 27 min 00 s |
| 2  | Bernard Thévenet         | Peugeot  | à 2 s           |
| 3  | Walter Godefroot         | Flandria | m.t.            |
| 4  | Frans Verbeeck           | Watney   | à 15 s          |
| 5  | André Dierickx           | Rokado   | m.t.            |
| 6  | Gerrie Knetemann         | Gan      | m.t.            |
| 7  | Jean-Pierre Danguillaume | Peugeot  | m.t.            |
| 8  | Roger De Vlaeminck       | Brooklyn | m.t.            |
| 9  | Christian Seznec         | Gan      | m.t.            |
| 10 | Wladimiro Panizza        | Brooklyn | m.t.            |